# Ankara Demirspor
Ankara Demirspor ist ein türkischer Fußballklub aus Ankara. Der Verein war Gründungsmitglied der höchsten türkischen Spielklasse und spielte in den 1950er, 1960er und 1970er Jahren insgesamt 13 Spielzeiten in der Süper Lig. In der Ewigen Tabelle der Süper Lig liegt der Verein auf dem 31. Platz. Mit dieser Platzierung ist der Verein nach MKE Ankaragücü und Gençlerbirliği Ankara der dritterfolgreichste Verein der Hauptstadt Ankara, die in der höchsten türkischen Spielklasse aktiv waren.

## Geschichte

### Gründung und die ersten drei Dekanten
Ankara Demirspor wurde am 16. März 1932 als Betriebssportverein der staatlichen Eisenbahngesellschaft der Türkei (kurz TCDD; türkisch Türkiye Cumhuriyeti Devlet Demiryolları) gegründet. In den Jahren 1938, 1943, 1947 und 1948 wurde der Klub Ankara-Meister.

### Gründungsmitglied der Süper Lig und erster Abstieg in die TFF 1. Lig
Ankara Demirspor gehörte im Sommer 1959 zu den Gründungsmitgliedern der damals neugeschaffenen, erstmals überregional ausgetragenen höchsten türkischen Spielklasse, der heutigen Süper Lig. In den ersten drei Spielzeiten dieser Liga belegte der Verein immer einen Tabellenplatz in der oberen Tabellenhälfte. Anschließend belegte man immer einen mittleren Tabellenplatz in der Liga. In der Spielzeit 1961/62 stellte der Verein mit Fikri Elma den Torschützenkönig der Süper Lig und machte so auf sich aufmerksam. Bisher war es nur Spielern von den Istanbuler Vereinen gelungen diese Trophäe zu gewinnen.
Anfang der 1960er Jahre startete der türkische Fußballverband mit Unterstützung der damaligen türkischen Regierung ein Projekt, womit man alle Provinzen der Türkei am Profifußball beteiligen wollte. Bisher stellten mit Istanbul, Izmir und der Hauptstadt Ankara nur die drei größten Städte der Türkei alle Mannschaften der höchsten Spielklasse. Um diesem Zustand entgegenzuwirken, wurden alle Gouverneure und Notabeln aller Provinzen dazu ermutigt Fußballvereine zu gründen und einen Teilnahmeantrag an der im Sommer 1963 neu eingeführten zweithöchsten Spielklasse, der heutigen TFF 1. Lig, zu stellen. Nach der Gründung der zweithöchsten Liga schafften es nach einigen Jahren die ersten Provinzvereine, in die 1. Lig (mit heutigem Namen Süper Lig) aufzusteigen und sich hier zu etablieren. Nach dieser Machtverschiebung konnten einige Mannschaften aus den Städten Istanbul, Izmir und Ankara nicht mehr mithalten und verloren ihre frühere Stärke. Unter diesen Vereinen befand sich auch Ankara Demirspor. Nachdem man gegen Ende der 1960er Jahre immer wieder gegen den Abstieg gespielt hatte, misslang zum Sommer 1971 der Klassenerhalt und man stieg das erste Mal in der Vereinsgeschichte in die 2. Lig (mit heutigem Namen TFF 1. Lig) ab. Eine Rückkehr in die 1. Liga gelang dem Klub nie.

### Die Zweitligajahre und Abstieg in die Amateurliga
Auch in der zweithöchsten Spielklasse gelang es Ankara Demirspor nicht, sich in der oberen Tabellenhälfte zu etablieren. Zwar belegte man in den Spielzeiten 1972/73 und 1973/74 obere Tabellenplätze, in der Saison 1974/75 gar den dritten Tabellenplatz, aber die nachfolgenden Jahre spielte man eher gegen den Abstieg. Nachdem zum Sommer 1980 die dritthöchste Spielklasse abgeschafft und mit der zweithöchsten Spielklasse vereint worden war, konnte Ankara Demirspor seine Teilnahme an der 2. Lig verlängern. Zum Sommer 1983 misslang auch hier der Klassenerhalt und man stieg in die regionale Amateurliga ab.

### Teilnahme an der TFF 3. Lig und Aufstieg in die 2. Lig
Zum Sommer 1984 wurde die vor vier Jahren abgeschaffte 3. Lig wieder eingeführt. So nahm Ankara Demirspor nach einjährigem Amateurligaaufenthalt wieder am Profifußball teil. Hier etablierte sich der Verein im oberen Tabellenviertel und verpasste mehrmals den Aufstieg in die 2. Lig. Die Saison 1995/96 beendete man als Meister der 3. Lig und stieg nach vierzehnjähriger Abstinenz wieder in die zweithöchste Spielklasse auf.

### Abstieg von der 2. bis in die 4. Liga
Nach dem Aufstieg in die heutige TFF 1. Lig spielte der Verein immer gegen den Abstieg. Ausschlaggebend an dieser Situation war auch der damalige Spielmodus der Liga. Sie wurde in fünf Gruppen in zwei Etappen ausgetragen. In der letzten Etappe bestanden die Gruppen aus acht Mannschaften, wovon die letzten zwei abstiegen. Nachdem der Verein zweimal den Klassenerhalt geschafft hatte, misslang er in der Spielzeit 1998/99.
Die nächsten sieben Spielzeiten spielte der Verein in der dritthöchsten Spielklasse der TFF 2. Lig. Zum Sommer 2006/07 beendete der Verein die Liga als Tabellensiebter der Gruppe 4. und stieg damit in die TFF 3. Lig. Seither spielt der Verein in dieser vierthöchsten türkischen Spielklasse.

### Neuzeit
In der Viertligasaison 2014/15 spielte Demirspor von Saisonbeginn an um die Tabellenführung mit und beendete die Hinrunde als Herbstmeister. Am 31. Spieltag vergab der Klub die Tabellenführung an Üsküdar Anadolu 1908 SK. beendete die Saison hinter diesem als Vizemeister und qualifizierte sich für die Play-off-Phase. In den Play-offs erreicht die Mannschaft das Finale, besiegte hier Sakaryaspor mit 2:0 und kehrte damit nach neunjähriger Abstinenz wieder in die TFF 2. Lig zurück. Nachdem im Sommer 2016 der Klassenerhalt in der 3. türkischen Liga verfehlt worden war, kehrte der Verein zur Saison 2016/17 in die TFF 3. Lig zurück.

## Erfolge

### Vor der Erstligagründung
- Sieger Türkiye Futbol Şampiyonası: 1947

- Vizemeister der Millî Küme: 1938/39

- Meister der Ankara Futbol Ligi: 1938/39, 1942/43, 1946/47, 1947/48, 1958/59
- Vizemeister der Ankara Futbol Ligi: 1948/49, 1956/57, 1957/58

## Ligazugehörigkeit

### Nach der Erstligagründung
- 1. Liga: 1959–1971
- 2. Liga: 1971–1983, 1996–1999
- 3. Liga: 1984–1996, 1999–2006, 2015–2016, seit 2018
- 4. Liga: 2006–2015, 2016–2018
- Regionale Amateurliga: 1983–1984

## Rekordspieler
| Rang                | Name              | Einsätze | Zeitraum  |
| ------------------- | ----------------- | -------- | --------- |
| 01.                 | Fikri Elma        | 283      | 1959–1969 |
| 02.                 | Birol Aşar        | 208      | 1961–1970 |
| 03.                 | Hüsnü Aytekin     | 178      | 1959–1966 |
| 04.                 | Hakkı Ataeri      | 176      | 1961–1968 |
| 05.                 | Timuçin Berker    | 164      | 1960–1970 |
| 04.                 | Altay Yavuzarslan | 159      | 1963–1971 |
| 05.                 | Muzaffer Sipahi   | 150      | 1961–1968 |
| 06.                 | Yalçın Özkan      | 119      | 1963–1969 |
| 07.                 | Kadir Uçal        | 116      | 1966–1971 |
| 08.                 | İsmet Erkmen      | 114      | 1961–1970 |
| 09.                 | Hayrettin Karaman | 113      | 1962–1967 |
| 10.                 | Timuçin Çuğ       | 109      | 1967–1971 |
| Stand: 5. März 2016 |                   |          |           |

| Rang                | Name            | Tor | Einsätze | Tor/Spiel |
| ------------------- | --------------- | --- | -------- | --------- |
| 01.                 | Fikri Elma      | 122 | 283      | 0,43      |
| 02.                 | Birol Aşar      | 43  | 208      | 0,21      |
| 03.                 | Abdülrezzak Tığ | 21  | 104      | 0,2       |
| 04.                 | Timuçin Berker  | 19  | 164      | 0,12      |
| 04.                 | Emrah Ergür     | 19  | 69       | 0,28      |
| 05.                 | Celal Torkal    | 17  | 101      | 0,17      |
| 06.                 | Ahmet Demirkale | 16  | 55       | 0,29      |
| 07.                 | Sedat Boğaz     | 14  | 102      | 0,14      |
| 08.                 | Cahit Eruz      | 12  | 91       | 0,13      |
| 08.                 | Muzaffer Sipahi | 12  | 150      | 0,08      |
| 09.                 | Teoman Yamanlar | 10  | 82       | 0,12      |
| 10.                 | Vural Yılmaz    | 7   | 37       | 0,19      |
| 10.                 | Şevki Şenlen    | 7   | 51       | 0,14      |
| 10.                 | Aydoğan Aygan   | 7   | 54       | 0,13      |
| Stand: 5. März 2016 |                 |     |          |           |

## Bekannte ehemalige Spieler
| - Altay Yavuzaslan - Emrah Bozkurt - Cem Can - Fikri Elma - Erkan Kural - Mustafa Kaplan - Gündüz Kılıç - Muzaffer Sipahi | - Erhan Namlı - İsmail Özeren - Naci Özkaya - Şevki Şenlen - Suat Mamat - Özgür Yıldırım - Yılmaz Vural |

## Trainer (Auswahl)
- Erkan Kural
- Oscar Hold (Dezember 1965 - Mai 1966)
- Yusuf Tepekule
- İsmet Arıkan
- Mehmet Ak (März 2012 - November 2011)
- Serdar Bozkurt (August 2014 - Mai 2015)
- Mehmet Akbulut (August 2015 - Februar 2016)
- Muharrem Uğur (Februar 2016 - Mai 2016)
- Bahaddin Güneş (September - )

## Präsidenten (Auswahl)
- Nuğman Yavuz
- İbrahim Çelik